# Streamline (Bootsklasse)
Die Streamline ist ein offenes Drei-Mann-Kielboot mit vergleichsweise schmalem Rumpf und tiefem Gewicht. Als Einheits-/One-Design-Klasse sind alle Boote dieser Klasse von gleicher Bauart.

## Geschichte
Ins Leben gerufen wurde die Streamline von Andreas Labek (Nautik GmbH). Die Konstruktion entwarfen Judel/Vrolijk & Co., Hersteller ist die Bootswerft Mader GmbH.

## Rigg, Segel
Um den Preis des Bootes vergleichsweise günstig zu halten, besteht das Rigg aus Aluminium statt aus Kohlenstofffasern.

## Rumpf
Wie beim Rigg wird auch beim Rumpf günstigeres und weit verbreitetes Material verwendet. Der Rumpf der Streamline wird aus Epoxidharz und in geschäumter Sandwichbauweise gefertigt (Nasspressung in Laminat). Auf (kostspieligere) Fertigungsstoffe wie Kevlar oder Carbonfasergewebe wird bewusst verzichtet.
Der Kiel ist einziehbar, das Ruder abnehmbar.

## Ausrüstung
Die Streamline kann auf einem Trailer von jedem kleinen Fahrzeug der Mittelklasse transportiert werden.